# Karl von Platen-Hallermund

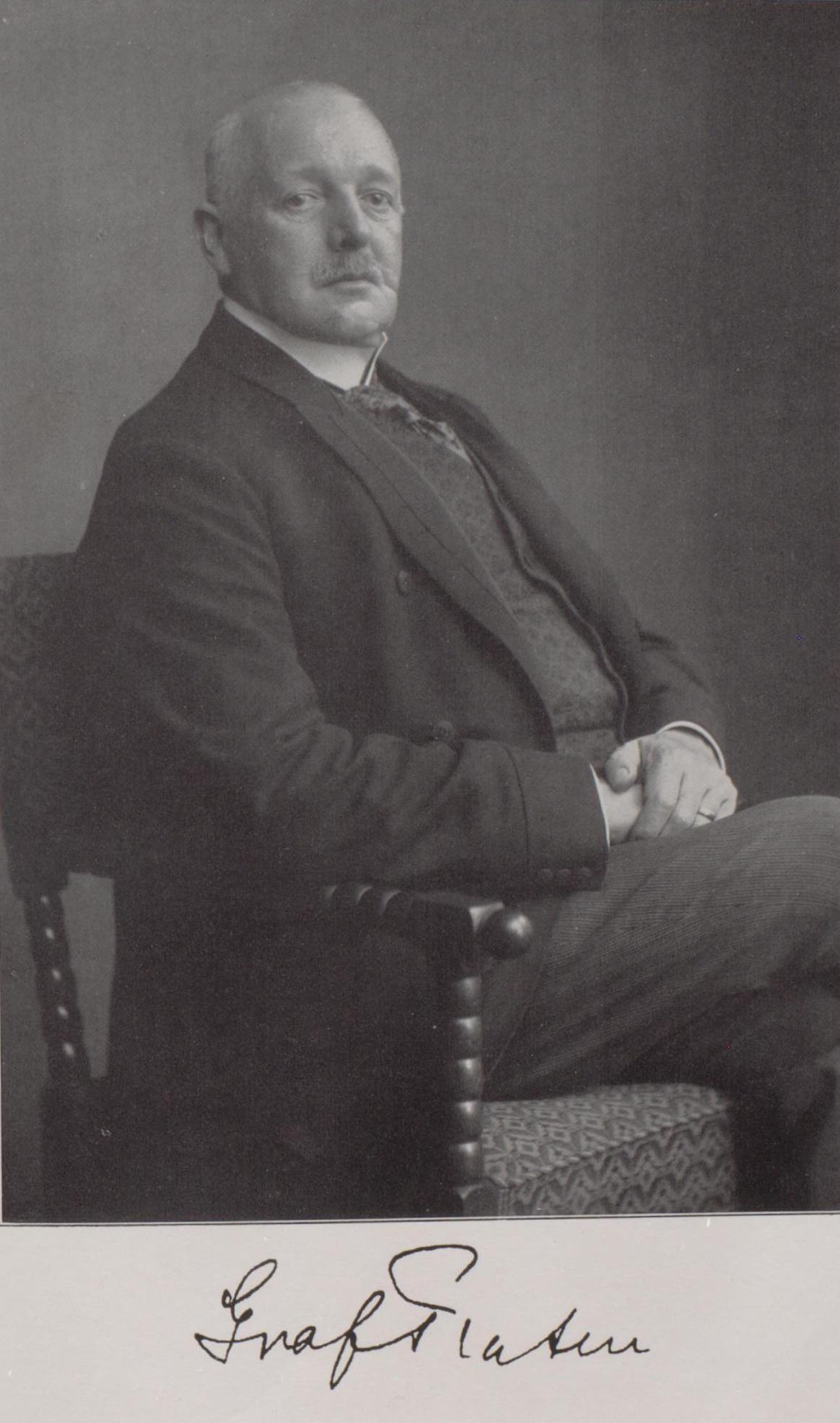
Karl von Platen-Hallermund

Karl August Heinrich Graf von Platen-Hallermund (* 9. Dezember 1857 auf  Gut Friederikenhof in Sehlendorf, Kreis Plön; † 23. Oktober 1922 in Kiel, Schleswig-Holstein) war ein deutscher Verwaltungsjurist in Schleswig-Holstein.

## Leben
Karl von Platen-Hallermund war ein Sohn von Graf Karl Ernst Felix von Platen-Hallermund (1810–1887) aus dessen zweiter Ehe mit Louise, geb. von Hollen (1833–1895). Oskar von Platen-Hallermund war sein Bruder. Graf Platen besuchte die Gelehrtenschule auf Schloss Plön. Nach dem Abitur studierte er an der Christian-Albrechts-Universität zu Kiel und der Ruprecht-Karls-Universität Rechtswissenschaft. Er wurde 1880 im Corps Guestphalia Heidelberg aktiv und zeichnete sich als Consenior aus. 1883 bestand er die juristische Staatsprüfung. Als  Referendar war er in Potsdam bei Theobald von Bethmann Hollweg tätig. Nach der Assessorprüfung im Dreikaiserjahr war er bei der Regierung in Wiesbaden tätig. 1892 wurde er zum Landrat in Kreis Segeberg ernannt. 1901 kam er als Oberpräsidialrat zum Oberpräsidenten der Provinz Schleswig-Holstein. Der Provinziallandtag Schleswig-Holstein wählte ihn 1907 zum Landeshauptmann. 15 Jahre stand er an der Spitze von Schleswig-Holsteins Selbstverwaltung. Im ganzen Land erfreute er sich großer Verehrung und Anhänglichkeit. Er war verheiratet mit Elfried Ursula von Köppen (1872–1958). Das Paar hatte vier Töchter.

## Auszeichnungen
- Roter Adlerorden 4. Klasse[3]
- Rote Kreuz-Medaille (Preußen),  3. Klasse
- Johanniterorden, Rechtsritter
- Ehrenkreuz von Schwarzburg, 2. Klasse